# Anna Whitlock
Pour les articles homonymes, voir Whitlock.
Anna Whitlock (13 juin 1852 – 16 juin 1930) est une journaliste, pionnière de l'éducation et féministe suédoise. Elle est la présidente de l'Association nationale pour le droit de vote des femmes de 1903 à 1907 puis de 1911 à 1914.